# Tico Records
Tico Records (Тико Рекордс) — лейбл звукозаписи и одноимённая компания, основанная в 1948 году в Нью-Йорке Джорджем Голднером (George Goldner). Лейбл «Тико» специализировался на латиноамериканской музыке и известен благодаря работе с такими известными исполнителями этого направления, как, например, Тито Пуэнте, Мачито, Арсенио Родригес, Эдди Палмьери, Ла Лупе, Джо Куба и Рэй Барретто.
Позднее компания «Тико» была приобретена Моррисом Леви (Morris Levy) и фактически стала частью звукозаписывающей компании «Roulette Records»; однако лейбл и его специализация были сохранены в связи с высоким авторитетом «Тико» в среде латиноамериканцев. Значительная часть записей, выпущенных «Тико» в стиле мамбо, ча-ча-ча, пачанга, болеро, сальса, стала классикой латиноамериканской музыки.
В 1974 году лейбл был куплен компанией «Fania Records», а в 1981 выпуск грамзаписей под лейблом «Тико» был прекращён.